# Acróstico
Un acróstico (del griego ákros: «extremo», y stikhos: «línea», «verso» o «estructura») es una composición poética o prosaica cuyas letras iniciales, medias o finales de cada verso u oración, son leídas en sentido vertical y forman un vocabulario o una locución. Por extensión, se llama también acróstico a la palabra o frase formada con la composición acróstica.

## La vida del acróstico
Los poetas provenzales son por algunos considerados como los primeros que se dedicaron a este género de composiciones y de ellos parece ser que lo aprendieron los poetas castellanos.
Este tipo de artificio literario se ha extendido especialmente en momentos históricos en los que las formas rebuscadas han tenido más predicamento, como el Barroco literario.

## Acrósticos célebres

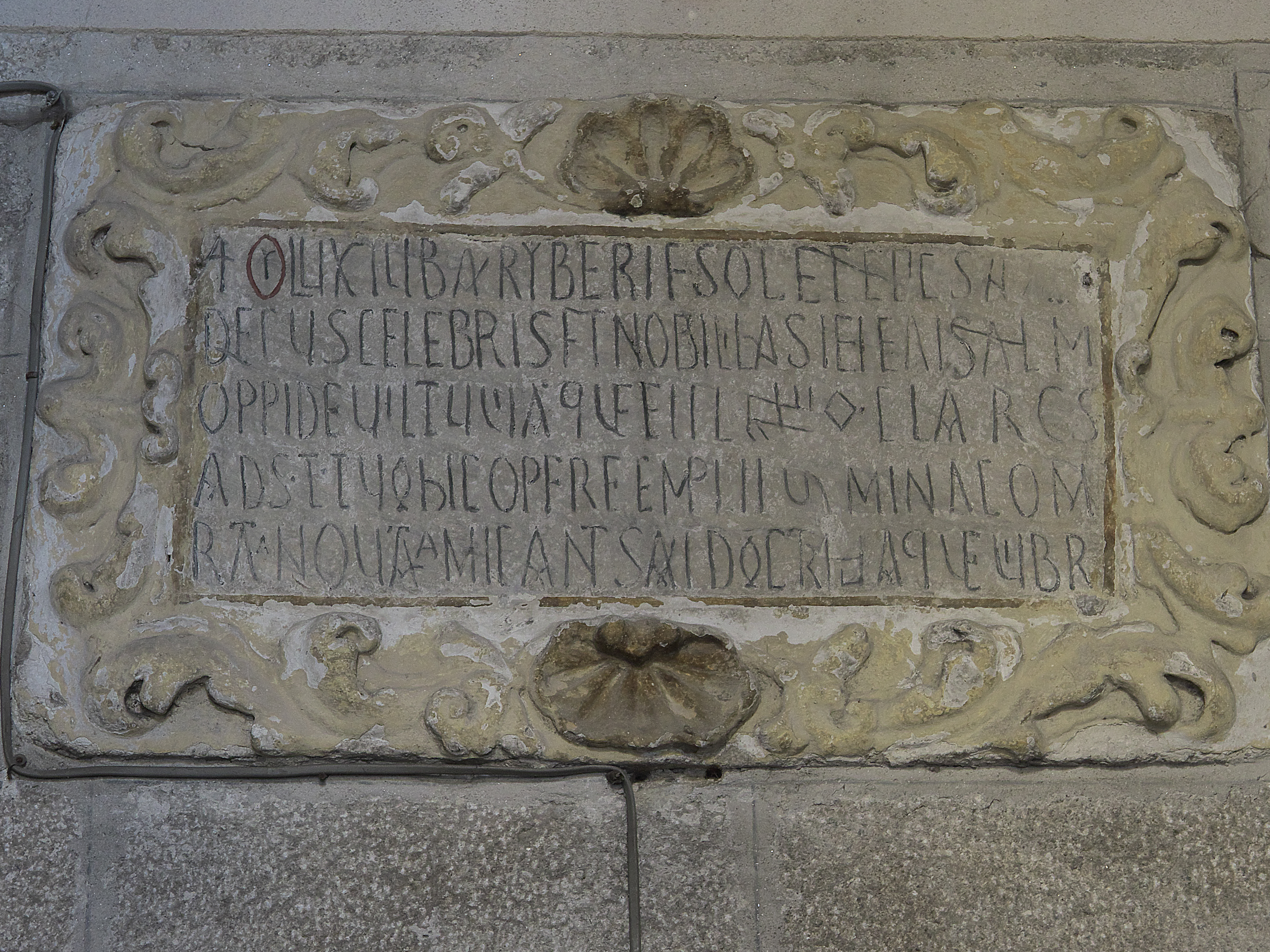
Acróstico de Odoario en la Catedral de Santa María de Lugo.

El acróstico más característico de la lengua española está constituido por los versos que conforman el Prólogo de La Celestina de Fernando de Rojas, (1499), en cuyas octavas se puede leer la siguiente frase: 
 El bachiller Fernando de Rojas acabó la Comedia de Calisto y Melibea y fue nacido en la Puebla de Montalbán.
Los primeros versos son los siguientes:
El silencio escuda y suele encubrir
Las faltas de ingenio en las torpes lenguas;
Blasón que es contrario publica sus menguas
Al que mucho habla sin mucho sentir.
Como la hormiga que deja de ir
Holgando por tierra con la provisión,
Iactóse con alas de su perdición:
LLeváronla en alto, no sabe dónde ir.
El aire gozando, ajeno y extraño,
Rapiña es ya hecha de aves que vuelan;

En el Cancionero general castellano se lee esta octava de arte mayor de Luis de Tovar, en el que puede leerse el acróstico Francyna. Tiene además otra particularidad y es que en el cuerpo de cada verso se incluye el nombre de otra dama: Eloysa, Ana, Guiomar, Leonor, Blanca, Isabel, Elena, Marya.
Feroz, sin consuelo y sañuda dama,
Remedia el trabajo a nadie creedero,
A quien le siguió martirio tan fiero,
No seas leon ó reina, pues t'ama.
Cien males se doblan cada hora en que pene,
Y en ti de tal guisa beldad pues se asienta,
No seas cruel en así dar afrenta
al que por te amar ya vida no tiene.
Los diez libros de Fortuna de Amor que escribió el poeta sardo Antonio de Lofraso y publicó en Barcelona en 1573, concluyen con una composición titulada Testamento de Amor que consta de 168 versos en 56 tercetos cuyas iniciales dicen: 
Antony de Lofraso sart de Lalquer mefecyt estant en Barselona en lany myl y sincosents setanta y dos per dar fi al present lybre de Fortuna de Amor compost per servysy de lylustre y my señor Conte de Quirra.
En el drama La Corte del Buen Retiro de Patricio de la Escosura se lee un soneto acróstico cuyas iniciales dicen Isabel de Borbón.
Ira del cielo, amor, fueron tus tiros:
Sobre el que adora un imposible objeto:
Arde y su fuego, que ocultó el respeto,
Bramando exhala en rápidos suspiros.
En vano ablandan bronces y porfiros
Lágrimas de dolor. ¡Cruel Aleto!
Dura suerte! No muda un solo afeto,
En tanto el hombre cambia en raudos giros.
Bárbaro amor, concede una esperanza,
O que á olvidar me mueva su desprecio:
Rompe, sino, los lazos de la vida:
Baste ya lo sufrido á tu venganza
Oh! no escuches, amor, ni ruego necio:
No: ingrata sea: nunca aborrecida. Es muy necesario aprender